# Zemětřesení v Ekvádoru 2016
K silnému zemětřesení v Ekvádoru došlo 16. dubna roku 2016 v 18:58:37 místního pásmového času. Magnitudo zemětřesení dosáhlo síly 7.8 stupně momentové škály a intenzita jeho následků odpovídala stupni VIII stupnice Mercalliho. Epicentrum zemětřesení se nacházelo v řídce osídlené oblasti na severozápadě země, asi 170 km od hlavního města Quita. Zemětřesení nápachalo malé škody také v západní Kolumbii. Při zemětřesení bylo zabito 673 lidí, více než 27, 730 lidí bylo zraněno a více než 28 tisíc lidí bylo zemětřesením vyhnáno ze svých domovů. Zemětřesení napáchalo i značné materiální škody, zejména v provincii Manabí. Nejvíce zemřelo Ekvádorců (okolo 640) a Kolumbijců (okolo 11).[zdroj?] Žádný Čech nezemřel.[zdroj?]
Po zemětřesení došlo ještě k několika následným otřesům, z nichž nejsilnější byly otřesy ze dne 18. května 2016 o síle až 6.8 a později další o síle až 6.9 stupnice. Při těchto dvou zemětřeseních zemřeli dohromady 2 lidé.[zdroj?]